# Patenôtrier

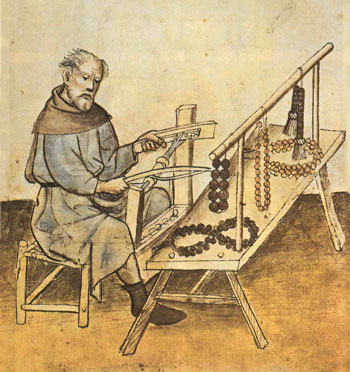
Patenôtrier au XVe siècle.

Un patenôtrier est un fabricant des chapelets (patenôtre ou  rosaire).
Organisés depuis la Renaissance en corporations ou en confréries, ils travaillaient sur des matières souvent riches, car les chapelets pouvaient faire appel à l'émail, aux perles, à la nacre, à l'ambre, à l'argent, au corail, voire à l'or. Les patenôtriers-émailleurs savaient imiter les perles, le jais, le corail et l'ambre. Ils utilisaient également du bois d'olivier.  

## Organisation du métier en corporations ou confréries[1]
Les paternôtriers existent depuis le Moyen Âge, puisque l'on comptait par exemple quatorze d'entre eux à Paris sous le règne de Philippe le Bel.
Les patenôtriers formaient  quatre corporations (ou trois confréries) décrites dans  le Livre des métiers  d'Étienne Boileau :
- patenôtriers d'ambre et de jais (ou jaïs, jayet, gaïet)
- patenôtriers de corail et de coquilles de nacre
- patenôtriers d'os[5] et corne
- patenôtriers de boucles (boules et anneau pour vêtements, etc.  )

Les apprentis passaient entre cinq, huit (os) dix (jais) et douze (corail) années d'apprentissage pour devenir maîtres émailleurs et s'ils prenaient la fuite, le maître patenôtrier  devait les attendre au moins une année et un jour. L'entrée dans la confrérie était payante (5 sous)[réf. souhaitée]. Il y avait plusieurs patenôtriers gardiens de la confrérie.

## Fabrication et matières utilisées pour lespaternoster
En latin un chapelet paternoster s'appelait fila de paternoster, (pro filis de  Pater nostris)  numeralia de paternoster.
Les paternoster étaient de plus en plus luxueux, avec reliques, or, etc. De Laborde  cite « quatre patenôtres  d'or, à la façon de Venise, plein de Musc et d'Ambre »  et un autre fait  « de  musc, fait de fils d'or et de soie bleue, garnie de boutons de perles »  offertes par la Reine de Chypre [réf. souhaitée].     
Les maîtres patenôtriers étaient aussi appelés maîtres patenôtriers-émailleurs ou maîtres patenôtriers « en émail » et dépendaient de la corporation de faïenciers  émailleurs (ou  verriers et cristallins (Patenôtriers = chapelets, perles, boutons, bracelets, colliers, etc. Un patenôtrier du nom de Jacquin a ainsi inventé la fausse perle)[réf. souhaitée].
À la différence du rosaire et du chapelet d'aujourd'hui, le paternoster ou patenôtre se terminait souvent par un galon non par une croix, comme les koboloi grecs.

## Imitations
Le patenôtrier-émailleur était spécialisé dans l'art de la perle fausse : il imitait l'ambre, le jais, le corail, les perles fines. Des pâtes composées de diverses poudres et mélangées de parfum servaient à faire chapelets et colliers (ceci était interdit à la confrérie des patenôtriers de jais, ambre et corail qui devaient travailler les matières naturelles). Ils mettaient ces globules de pâte en moules, les argentaient et les teignaient pour imiter corail, jais ou ambre.

## Chronologie

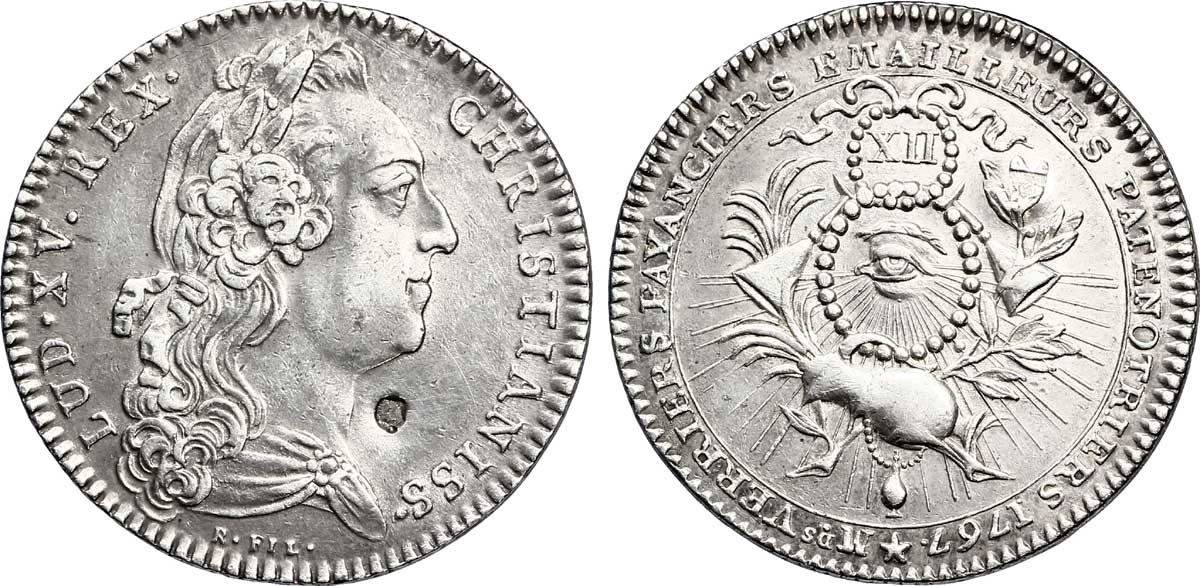
Jeton des marchands verriers, faïenciers, émailleurs, patenôtriers (1767)

- 1556 : Élection en corps de jurande (Charles IX)
- 1599 : Confirmation par Henri IV (Lettres patentes)
- 1706 : Louis XIV rassemble les maîtres émailleurs et les verriers en une seule corporation : ils deviennent «  Maîtres émailleurs, patenôtriers, boutonniers en émail,  verre et cristallin, maîtres verriers, couvreurs de flacons et bouteilles en osier, faïence et autre espèce de verre, de la ville de Paris ».

## Homonymie
Le « patenôtrier » est le nom du  faux pistachier, Staphylea pinnata,   dont les graines servaient jadis à fabriquer des chapelets, comme  celles  du styrax aliboufier  de la forêt de Méounes-les-Montrieux[réf. nécessaire].